# Euonymus kanyakumariensis
Euonymus kanyakumariensis är en benvedsväxtart som beskrevs av Murugan och Manickam. Euonymus kanyakumariensis ingår i släktet Euonymus och familjen Celastraceae. Inga underarter finns listade.